# 沙米利區

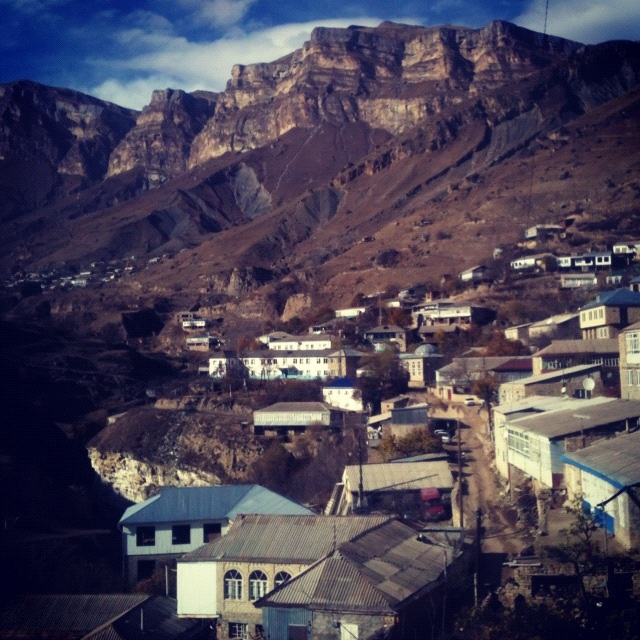

42°27′N 46°33′E / 42.450°N 46.550°E
沙米利區（俄语：Шамильский район），是俄羅斯的一個區，位於該國西南部，由達吉斯坦共和國負責管轄，面積920平方公里，2010年人口28,122，人口密度每平方公里30.57人。